# Lamecha Girma
Lamecha Girma (* 26. November 2000 in Assela, Oromia) ist ein äthiopischer Leichtathlet, der sich auf den Hindernislauf spezialisiert hat. 2019 wurde er bei den Weltmeisterschaften in Doha mit 18 Jahren Vizeweltmeister über 3000 Meter Hindernis. 2021 gewann er die Silbermedaille bei den Olympischen Sommerspielen in Tokio. Seit Februar 2023 ist er Inhaber des Hallenweltrekords im 3000-Meter-Lauf. Im Juni 2023 stellte er einen neuen 3000-Meter-Hindernis-Weltrekord auf.

## Sportliche Laufbahn
Lamecha Girma startete zunächst über Mittelstreckendistanzen, ehe ein ehemaliger Trainer aufgrund seiner Körpergröße ihm nahelegte, sich auf den Hindernislauf zu fokussieren. Um seine Chancen zu erhöhen, in die Spitze des äthiopischen Teams vorzustoßen, zog er in die Hauptstadt Addis Abeba. Dort nahm er unter der Anleitung von Teshome Kebede an der Youth Sport Academy das Training auf. Erstmals trat er 2018, im Alter von 17 Jahren, bei den U20-Meisterschaften seines Heimatlandes an. Dort konnte er Platz 5 über 3000 Meter Hindernis in 8:46,23 min erzielen. Im Frühjahr 2019 trat er auch bei den U20-Afrikameisterschaften in Abidjan in dieser Disziplin an. Dort gewann er in 8:48,56 min die Bronzemedaille.
Im Oktober trat er bei den Weltmeisterschaften in Doha an. Er gewann den letzten von insgesamt drei Vorläufen. Im Finale lieferte er sich mit dem Titelverteidiger und Topfavoriten Conseslus Kipruto ein hartes Rennen und musste sich im Zielsprint mit dem Rückstand von einer Hundertstelsekunde geschlagen geben. Mit diesem Vizeweltmeistertitel gelang es ihm beinahe, die jahrelange Dominanz der Kenianer auf dieser Strecke zu beenden, zudem stellte er in 8:01,36 min einen zwischenzeitlich neuen Landesrekord auf und zudem die drittschnellste Zeit über diese Distanz in der Altersklasse U20 zu jenem Zeitpunkt.
Sein internationaler Durchbruch 2019 brachte ihm die Auszeichnung Rising Star Award bei den World Athletics Awards ein. Anfang 2020 bestritt er zum ersten Mal ein internationales Rennen im Crosslauf.
Bei den Olympischen Sommerspielen 2021 in Tokio lief er in seiner Spezialdisziplin hinter dem Marokkaner Soufiane el-Bakkali zu Silber. Im darauf folgenden Jahr trat er bei den Hallenweltmeisterschaften in Belgrad über die 3000 Meter an, wo ihm 7:41,63 min hinter Landsmann Selemon Barega eine weitere Silbermedaille gelang. Ende Mai 2022 verbesserte er in Ostrava seine Bestzeit im Hindernislauf auf 7:58,68 min. Im Juli trat er zu seinen zweiten Weltmeisterschaften an. Als Sieger seines Vorlaufes zog er in das Finale ein. In einem anschließend taktisch geprägten Rennen musste er sich im Ziel nur dem Marokkaner Soufiane el-Bakkali geschlagen geben und gewann damit seine zweite WM-Silbermedaille.
Im Februar 2023 stellte Girma beim Hallenmeeting im französischen Liévin in 7:23,81 min einen neuen Hallenweltrekord im 3000-Meter-Lauf auf. Anfang Mai lief er mit neuem Meetingrekord von 7:26,18 min zum Sieg beim Diamond-League-Meeting in Doha und reihte sich auf Platz acht der Allzeitbestenliste im 3000-Meter-Lauf ein (Stand Mai 2023). Einen Monat später stellte er beim gleichen Meeting in Paris in 7:52,11 min einen neuen Weltrekord im 3000-Meter-Hindernislauf auf.
Bei den Weltmeisterschaften 2023 in Budapest gewann er seine insgesamt dritte WM-Silbermedaille in Folge.
Bei den Olympischen Sommerspielen 2024 in Paris stürzte er am drittletzten Hindernis über die 3000-Meter-Strecke schwer. Er stürzte über das Hindernis auf den Rücken, prallte mit dem Hinterkopf auf die Bahn und blieb zunächst bewusstlos liegen. Tags darauf wurde er ohne schwere Verletzungen aus einem Pariser Krankenhaus entlassen.

## Wichtige Wettbewerbe
| Jahr                  | Veranstaltung             | Ort                   | Platz                 | Disziplin             | Zeit                  |
| Startet für Äthiopien | Startet für Äthiopien     | Startet für Äthiopien | Startet für Äthiopien | Startet für Äthiopien | Startet für Äthiopien |
| --------------------- | ------------------------- | --------------------- | --------------------- | --------------------- | --------------------- |
| 2019                  | U20-Afrikameisterschaften | Abidjan               | 3.                    | 3000 m Hindernis      | 8:48,56 min           |
| 2019                  | Weltmeisterschaften       | Doha                  | 2.                    | 3000 m Hindernis      | 8:01,36 min (NR)      |
| 2021                  | Olympische Sommerspiele   | Tokio                 | 2.                    | 3000 m Hindernis      | 8:10,38 min           |
| 2022                  | Hallenweltmeisterschaften | Belgrad               | 2.                    | 3000 m                | 7:41,63               |
| 2022                  | Weltmeisterschaften       | Eugene                | 2.                    | 3000 m Hindernis      | 8:26,01 min           |
| 2023                  | Weltmeisterschaften       | Budapest              | 2.                    | 3000 m Hindernis      | 8:05,44 min           |

## Persönliche Bestleistungen
Freiluft
- 1500 m: 3:29,51 min, 30. Juni 2023, Lausanne
- 3000 m: 7:26,18 min, 5. Mai 2023, Doha
- 3000 m Hindernis: 7:52,11 min, 9. Juni 2023, Paris, (Weltrekord)

Halle
- 3000 m: 7:23,81 min, 15. Februar 2023, Liévin, (Weltrekord)

## Sonstiges
Girma wird von seinem Bruder trainiert.